# Last.fm

Ehemaliges Logo

last.fm ist eine soziale Software und ein Online-Musikdienst. Nutzer erhalten aufgrund ihrer Hörgewohnheiten Empfehlungen für neue Musik, Hinweise auf Konzerte in ihrer Umgebung und Kontaktvorschläge für Nutzer mit ähnlichem Musikgeschmack. Um den Musikgeschmack der Nutzer detailliert zu erfassen, teilen die Nutzer über Plug-ins in ihrer Abspielsoftware alle abgespielten Titel an last.fm mit, die dann in öffentlich zugänglichen Profilen einsehbar sind.
Ursprünglich war last.fm ein Internetradio und Streamingdienst. Tonträgerunternehmen und Musiker wurden ermuntert, last.fm Lizenzen zum Abspielen ihrer Musik zu erteilen. last.fm hatte ein Verzeichnis von über 80 Millionen einzelner Stücke, von denen sieben Millionen per Streaming übertragen werden konnten und 150.000 kostenlos als Datei zum Herunterladen verfügbar waren. Der Streaming-Dienst wurde 2014 eingestellt.

## Geschichte
Last.fm entstand aus den beiden Seiten last.fm und audioscrobbler.com.
Audioscrobbler wurde als Informatikprojekt von Richard Jones an der Universität Southampton in England begonnen. Er entwickelte die ersten Plugins und öffnete die Programmierschnittstelle (API) für die Entwicklergemeinschaft, mittels derer viele Musik-Abspielprogramme auf verschiedenen Betriebssystem-Plattformen unterstützt wurden. Audioscrobbler war dahingehend beschränkt, auf einem registrierten Computer gespielte Musik zu protokollieren, was Favoritenlisten („charts“) und in Zusammenarbeit erstellte Filter (engl. „collaborative filters“) ermöglichte.
Last.fm wurde im Jahr 2002 von den Österreichern und Deutschen Felix Miller, Martin Stiksel, Michael Breidenbruecker und Thomas Willomitzer als eine Internetradio-Station und Musik-Community-Site gegründet und ging aus dem Netlabel „Insine“ hervor. Die Musikprofile der verschiedenen Nutzer werden miteinander verglichen und die so ermittelten Ähnlichkeiten dazu benutzt, um dynamische Wiedergabelisten zu generieren. So sollte der Musikgeschmack der Hörer möglichst genau getroffen werden. Über „Lieben“- und „Bannen“-Buttons konnte man seine „Profile“ während der Wiedergabe anpassen. Last.fm gewann den „Europrix 2002“ und wurde für den Prix Ars Electronica im Jahr 2003 nominiert.
Die Entwickler von Audioscrobbler und Last.fm begannen eng zusammenzuarbeiten und zogen in dieselben Büros in Whitechapel, London, und im Jahr 2003 war Last.fm vollkommen in die Audioscrobbler-Profile integriert. Eingaben konnten durch ein Audioscrobbler-Plugin oder eine Last.fm-Musikstation kommen. Die beiden Websites teilten sich auch manche Community-Foren. Am 9. August 2005 wurde die Audioscrobbler-Website auf audioscrobbler.com vollständig in die Last.fm-Website integriert. Audioscrobbler.net wurde am 5. September 2005 als entwicklungsorientierte Website gestartet.
Last.fm fusionierte am 9. August 2005 mit Audioscrobbler und übernahm somit auch dessen Funktionen. Diese speichern alle auf dem PC abgespielten Musikstücke in einer Datenbank, erzeugen individuelle oder globale Bestenlisten („charts“) und verbinden Benutzer mit „musikalischen Nachbarn“, d. h. solche mit ähnlichem Musikgeschmack, ermittelt aus den jeweiligen Interpreten-Listen. Hört nämlich ein Nutzer von Last.fm einen Musiktitel, so wird dessen Bezeichnung (Titelzeile und Interpret) an Last.fm übertragen, dort im Nutzerprofil gespeichert und anderweitig statistisch ausgewertet. Diesen Übertragungsvorgang bezeichnet Last.fm als „scrobbeln“ (to scrobble).
Am 14. Juli 2006 wurde eine Neufassung von Last.fm veröffentlicht. Dabei wurden die Wiedergabe von Last.fm-Radio-Streams und das „Scrobbling“, also die Übermittlung von Titeln, die mit anderen Programmen wie iTunes, Winamp oder Amarok abgespielt werden, erstmals unter einer Programmoberfläche vereinigt. Weitere Neuerungen sind die Verbesserung des Freunde-Systems und die Vereinfachung von bidirektionalen Freundschaften sowie das Last.fm Dashboard, in welchem Benutzer auf einer Seite alle Daten ihres Profils sehen können. Dies umfasst unter anderem kürzliche Journaleinträge, Musikempfehlungen und Antworten auf Forumsnachrichten sowie erweiterte Optionen für Musikkäufe im Internet.
Am 15. Juli 2006 wurde eine japanische Version der Website gestartet.
Seit dem 19. Dezember 2006 ist die Seite auch in einer deutschen Version verfügbar. Ein deutschsprachiger Browser wird in der Regel direkt zur deutschen Seite geleitet.
Am 10. Mai 2007 wurde eine Neufassung von „Playlists“ veröffentlicht. Damit kann man sich eine Wiedergabeliste mit mindestens 15 Musikstücken zusammenstellen, die dann in voller Länge in zufälliger Reihenfolge abgespielt werden. Neu wurde auch eine Rubrik namens Widgets eingeführt. Neben einem Abspiel-Widget für Wiedergabelisten enthält er auch Widgets für digitale Charts (mit 30-Sekunden-Abspielfunktion), ein Radioplayer-Widget sowie die schon bekannten „Quilts“ (Widgets, die eine konfigurierbare Liste der häufigsten Titel anzeigen). Die Widgets lassen sich in andere Gemeinschaften („communities“) wie Myspace, Virb.com usw. einfügen.
Am 17. Mai 2007 wurden Musikvideos eingeführt, aber noch keine Musikvideo-Kanäle.
Am 30. Mai 2007 wurde bekannt, dass Last.fm für 280 Millionen Dollar an das amerikanische Unternehmen CBS Corporation verkauft wurde.
Spiegel Online implementierte am 14. Juni 2007 zunächst vorübergehend Last.fm in sein Webangebot, was die erste größere Kooperation dieser Art seitens Last.fm war. Aufgrund von Mängeln des Jugendschutzfilters nahm der Verlag zunächst das Angebot wieder heraus. Nach einer Verbesserung des Filters wurde das Angebot wieder aufgenommen.
2007 begann Last.fm, auch Musik, die auf iPods abgespielt wurde, zu berücksichtigen und dem Benutzerkonto zuzuordnen. Allerdings war diese Unterstützung noch experimentell und funktionierte noch nicht zuverlässig.
Am 17. Juli 2008 erhielt die Bedienoberfläche eine neue Struktur, ein neues Farbschema sowie neue Funktionen, während andere wegfielen.
Ab dem 22. April 2009 kostete die Radiofunktion für Nutzer außerhalb der USA, Großbritanniens und Deutschlands 3 Euro/Britische Pfund/US-Dollar im Monat.
Anfang 2012 wurde die komplette Nutzerdatenbank gehackt und so über 43 Millionen User kompromittiert. Die Passwörter waren ungesalzen mit dem veralteten md5 Algorithmus gehasht.
Seit dem 15. Januar 2013 sind folgende Änderungen umgesetzt worden:
- In den USA, im UK und in Deutschland ist Radio im Desktop-Client kostenpflichtig, wie überall
- In Kanada, Australien, Neuseeland, Irland und Brasilien gibt es keine bedeutenden Änderungen
- In allen anderen Ländern bietet Last.fm ab diesem Datum keinen Radio-Dienst mehr an[9]

### Ende des Streamings 2014
“Today we have announced significant changes to Last.fm subscriptions. From the 28th of April 2014, our subscription radio streaming service will no longer be available. This means that traditional subscriber radio will no longer work on any platform or device.”

„Der Radiodienst von Last.fm wurde mit dem 28.04.2014 endgültig abgeschaltet, eine Wiedergabe von Radiostationen ist auf externen Playern nicht mehr möglich. Der "interne" Player auf der Last.fm-Seite gibt nur noch entsprechende YouTube-Videos wieder (wenn diese vorhanden und zudem greifbar sind); Last.fm hat das Streamen komplett eingestellt, schon zuvor waren viele Songs nur noch auf Spotify verlinkt. Nur das „Scrobbeln“ mit externen Playern ist noch möglich.“

### Name
Der Name „last.fm“ setzt sich zusammen aus „last“, dem englischen Wort für „der/die/das letzte“, und „FM“, der Abkürzung für Frequenzmodulation. Er soll also signalisieren, dass Last.fm der einzige (und damit letzte) Radiosender sei, den man brauche.

## Nutzung

### last.fm-Website
Die Website von last.fm bietet zahlreiche Web-Feeds in mehreren Formaten (derzeit eigene XML-Formate, RSS und XSPF). Auf diese Art ist es für Entwickler von Programmen und Websites sehr einfach möglich, auf die Informationen von last.fm zuzugreifen. Außerdem gibt es für Entwickler die API „Audioscrobbler Web Services“. Die Webdienste von last.fm können, wenn nicht anders angegeben, im Rahmen der Creative-Commons-Lizenz by-nc-sa in Anspruch genommen werden.

### last.fm-Scrobbler

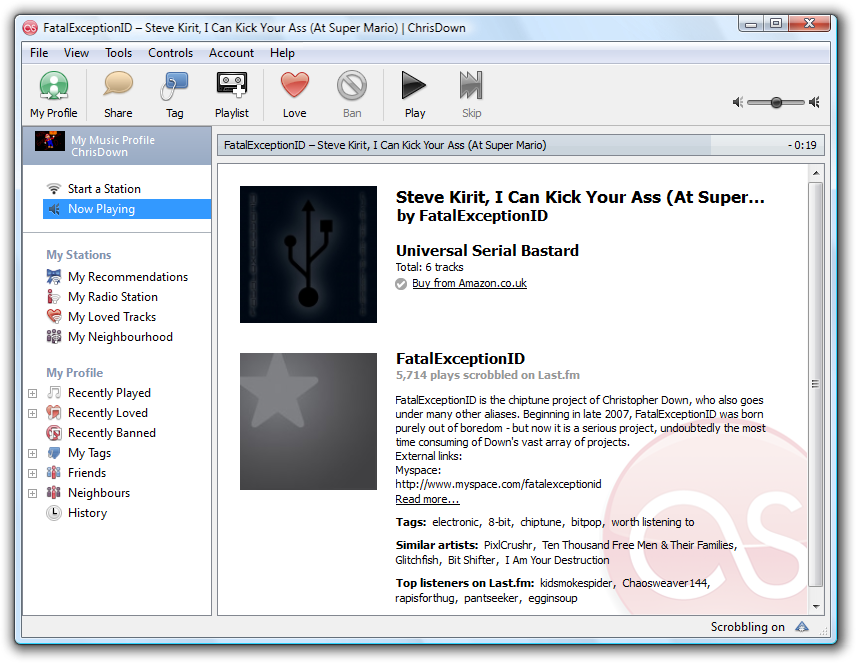
Die alte last.fm-Software (Version für Microsoft Windows)

Der last.fm-Scrobbler ist ein Client-Programm für die Dienste von last.fm und dient gleichzeitig als Referenzimplementierung der verfügbaren Schnittstellen. Eine grafische Oberfläche erlaubt eine komfortable Verwendung zahlreicher Dienste der Website, ohne dass hierfür der Webbrowser geöffnet sein muss.
Da der Player in C++ programmiert ist und das Qt-Framework verwendet, ist er für viele Betriebssysteme verfügbar.

#### Freie Programme
- Amarok: Mit Version 2.0 ist die Integration von last.fm Bestandteil der Software. Die noch auf Qt 3 basierende Version 1.4 konnte durch ein last.fm-Plugin erweitert werden.
- aTunes: Bietet Übermittlung gespielter Stücke an und zeigt weitere last.fm-Informationen zu Liedtitel, Album und Künstler an.
- Banshee: Bietet eine umfangreiche Integration der Funktionen von last.fm.
- BMPx: Bietet eine sehr umfangreiche Integration der Funktionen.
- Clementine, Audioplayer, Qt 4 Fork von Amarok 1.4
- Exaile
- Herrie: Kommandozeilen-Player[13]
- MediaPortal: Media-Center-Anwendung mit last.fm-Unterstützung.
- MusicBee: Medien-Player mit umfangreicher Integration von last.fm[14]
- Pana, Audioplayer, Fork von Amarok 1.4.10
- Rhythmbox
- Songbird
- Tomahawk
- Jaangle Übermittelt gespielte Stücke und bezieht Interpreten-Informationen inklusive Bildern von last.fm
- Squeezecenter: Überträgt gespielte Stücke an persönlichen last.fm-Konto.
- Vagalume: Ein ursprünglich für die Maemo-Plattform für mobile Endgeräte entwickeltes Abspielprogramm für last.fm, das auch für Gnome weiterentwickelt wird.[15]
- Kodi
- Mobbler Abspielprogramm für Mobiltelefone auf Basis von Symbian S60
- VLC media player (ab Version 0.9.0 fester Bestandteil des Programms)

#### Proprietäre Programme
- AlbumPlayer: Unterstützt Empfehlungen und das Übermitteln gespielter Stücke.
- MP3Toys: Unterstützt Empfehlungen und das Übermitteln gespielter Stücke.
- TrillyTunes: Mediaplayer-Plugin für den Instant Messenger Trillian, unterstützt Empfehlungen und das Übermitteln gespielter Stücke.[16]
- SongStory: Programm für das iPhone. Liefert Musikstück-, Album- und Interpret-Informationen.[17]
- Spotify: „Scrobbelt“ gespielte Stücke an das persönliche last.fm-Nutzerkonto.
- Tidal: „Scrobbelt“ gespielte Stücke an das persönliche last.fm-Nutzerkonto.
- Deezer: „Scrobbelt“ gespielte Stücke an das persönliche last.fm-Nutzerkonto.
- Sonos: Der Sonos-Lautsprecher kann gespielte Stücke an das persönliche last.fm-Nutzerkonto übermitteln.

### Plugins
Es sind für nahezu alle verbreiteten Abspielprogramme last.fm-Plugins mit mehr oder weniger großem Funktionsumfang verfügbar.
Einige Abspielprogramme, für die Plugins verfügbar sind:
- AIMP (unterstützt Winamp-Plugin)
- Audacious
- cmus
- foobar2000
- iTunes (sowie iPod und iPhone)
- JetAudio
- MediaMonkey
- Music Player Daemon
- MusikCube
- Noatun
- Rhythmbox
- Songbird
- Spotify
- QCD
- Quod Libet
- Winamp
- Windows Media Player
- XMMS und XMMS2
- XMPlay

### Scrobbeln von nicht unterstützten Geräten
Mittels der Identifizierung von Akustischen Fingerabdrücken kann Musik auch von nicht direkt unterstützten Geräten an last.fm übermittelt werden. Dies ermöglicht es auch, Titel von Schallplatten oder aus dem Radio an last.fm zu senden.
- Life Scrobble: Ein nicht öffentlich verfügbares Proof of Concept, welches Echonest Music Fingerprinting nutzt.[18]
- Scrobblr: Eine Anwendung für Android-Mobiltelefone, die Musik über das integrierte Mikrofon aufzeichnet und Gracenote als Identifizierungsdienst verwendet.[19]

### Radiostreams: Wiedergabe, Konvertierung auf Aufnahme (bis 2014)
Die Website selbst bot zur Wiedergabe der last.fm-Radiostreams sowohl einen integrierten Flash-Player als auch die Wiedergabe über externe Applikationen über ein eigenes URL-Protokoll (lastfm://) an. Daneben wurden die Streams von mehreren der weiter oben aufgeführten Open-Source-Projekten unterstützt.
Es gab mehrere Programme, die den last.fm-Radiostream konvertierten. Diese fungieren ihrerseits als HTTP-Streamingserver und ermöglichen es daher, das last.fm-Radio mit nahezu jedem Streaming-kompatiblen Player abzuspielen. Zu diesen zählen unter anderem MyLastFM oder LastFMProxy.
Die Aufnahme des Radiostreams war zum Beispiel mit den freien Programmen TheLastRipper und LastSharp möglich, für das ursprüngliche Abspielprogramm Vagalume existierten Patches, die es ermöglichten. Das sogenannte Rippen wurde insbesondere nach einer Anmeldung in den Nutzungsbedingungen von last.fm nicht genehmigt, stellte aber keine strafbare Handlung im Sinne des Urheberrechts dar.
Seit einer Änderung in der last.fm-API funktionierten die Programme zum Mitschneiden allerdings nicht mehr.

## Finanzierung und Mitarbeiter
Last.fm finanziert sich durch Werbung auf der Webseite, den Verkauf von Musik (CDs, Dateien zum Herunterladen) und Konzertkarten sowie Spenden von Benutzern und den Beiträgen der Abonnenten. Im Jahr 2005 erhielt Last.fm die erste Finanzierung durch Business Angels, angeführt von Stefan Glänzer, der auch die Anteile von Michael Breidenbrücker übernahm. 2006 stieg der europäische Investor Index Ventures ein, deren General Partner Neil Rimer und Danny Rimer dem Board of Directors, bestehend aus Felix Miller, Martin Stiksel und Stefan Glänzer (Vorsitz), beitraten. Im Juni 2009 gab das Gründertrio Miller/Stiksel/Jones bekannt, dass sie Last.fm im Verlauf des Jahres verlassen werden.

## Kontroverse bezüglich Datenschutz
Am 22. Februar 2009 veröffentlichte das Internetmagazin TechCrunch in seinem Blog einen Artikel, in welchem Last.fm bezichtigt wurde, der RIAA beim Aufspüren von Personen, die das Urheberrecht verletzen, behilflich zu sein. TechCrunch berief sich dabei auf einen Informanten, welcher bei CBS – dem Eigentümer von Last.fm – arbeite. Dieser habe ausgesagt, dass die RIAA die IP-Adressen von Benutzern ausgehändigt bekommen habe, welche das zum damaligen Zeitpunkt nur als illegale Kopie erhältliche Album No Line on the Horizon der Band U2 „gescrobbelt“ und es sich folglich auf illegalem Wege beschafft haben. Last.fm bestritt diesen Vorwurf vehement; der Mitbegründer Richard Jones bezeichnete die Vorwürfe als Gerüchte und diffamierte TechCrunch in seinem Blog mit den Worten „Techcrunch are full of shit“. TechCrunch legte nach und veröffentlichte einen weiteren Artikel, in welchem erneut Aussagen von neuen Informanten aufgeführt wurden, die eine Weitergabe von persönlichen Daten seitens CBS bestätigten. Es folgte eine erneute, allerdings diplomatischer verfasste Verneinung der Vorwürfe vom Last.fm-Mitarbeiter Russ Garrett. TechCrunch reagierte mit einem dritten Artikel, in welchem angebliche Ungereimtheiten in Garretts Aussagen aufgelistet werden.
Im Juni 2012 wurden einige Passwörter von Last.fm-Nutzern im Internet gefunden. Daraufhin wurde allen Nutzern des Portals angeraten, ein neues Passwort zu wählen.

## Event-System
Seit Oktober 2006 gibt es ein sogenanntes „event system“. Dabei wird dem Nutzer automatisch eine Konzertliste erstellt, basierend auf dem individuellen Musikprofil. Darüber hinaus kann der Benutzer eigene Veranstaltungen („events“) hinzufügen. Die Interaktion zwischen Nutzern soll damit verstärkt werden, da man erkennen kann, welche anderen Nutzer dasselbe Konzert besucht haben und besuchen wollen.
Im März 2007 wurde das „event system“ ausgebaut, um größere Städte direkt via Link zugänglich zu machen.

## Fingerprinting
Das System von Last.fm ermöglicht das „Scrobbeln“ von Titeln unbekannter Interpreten dadurch, dass diese bei Bedarf neu angelegt werden. Bedingt durch das manuelle – ggf. länderspezifische oder fehlerbehaftete – Markieren (engl. „tagging“) eines Musikstücks entstanden so unterschiedliche Schreibweisen für dasselbe Album, dasselbe Musikstück oder dieselben Interpreten. Da dies von der Software nicht erkannt wurde, wurden unter anderem Statistiken verfälscht.
Last.fm beugt dem mittlerweile mit dem sogenannten Fingerprinting vor. Dabei handelt es sich um ein Verfahren, das für jedes Musikstück unabhängig von den Metadaten (engl. „tags“) eine eindeutige Identifikationsnummer („ID“) ermittelt und an Last.fm übermittelt. Damit können falsche oder alternative (etwa das deutsche „Tschaikowski“ und das englische „Tchaikovsky“) Schreibweisen erkannt und Katalogdaten gesäubert werden.

## Bekannte Probleme
Das Last.fm-System kann gleichnamige Interpreten nicht auseinanderhalten, d. h. ihre Interpreten-Seiten werden zwangsläufig zusammengefasst.